# Weinland
Adam Shearer född John Adam Weinland Shearer och är mer känd under sitt band- och inspelningsnamn John Weinland eller endast Weinland. Han är en amerikansk sångare och låtskrivare som startade bandet Weinland, en musikgrupp från Portland i Oregon i USA. Weinland spelar en blandning av artrock, folkrock, americana, alt-country och indierock.

## Diskografi
Studioalbum
- John Weinland Vinyl (2006)
- Demersville (2006)
- La Lamentor (2008)
- Breaks In The Sun (2009)
- Alialujah Choir (2012)
- Los Processaur (2012)

## Medlemmer
- John Adam Weinland Shearer – sång, gitarr
- Aaron "Rantz" Pomerantz – mandolin, dragspel
- Rory Brown – basgitarr
- Ian Lyles – trummor, banjo
- Paul Christensen – keyboard
- Alia Farah – gitarr, keyboard, sång